# Juan Carlos Copes

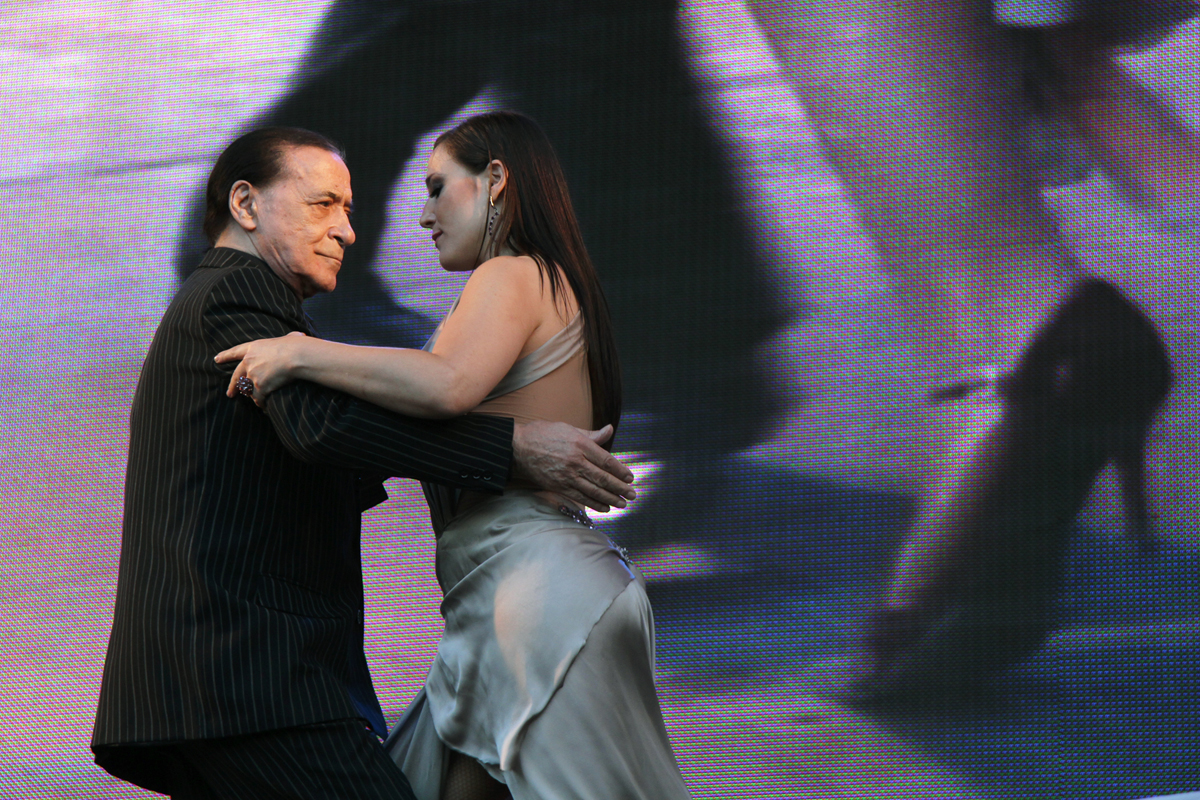
Juan Carlos Copes z córką Johanną (2011)

Juan Carlos Copes (ur. 31 maja 1931 w Buenos Aires, zm. 16 stycznia 2021 tamże) – argentyński tancerz i choreograf tanga argentyńskiego. W latach 1970 przyczynił się do ponownego rozwoju tanga na świecie.
W roku 1962 debiutował w Alvin Theatre na Broadwayu. W latach 1970 przyczynił się do utworzenia tango show w Buenos Aires. W 1983 był choreografem Tango Argentino na Broadwayu. W 1998 wystąpił w filmie Tango wyreżyserowanym przez Carlosa Saurę. Tańczył przez długi czas z Marią Nieves.
Uczona obecnie (2007) podstawowa figura tanga (prosta salida, basic-8) została zapoczątkowana przez Copesa.
Jego uczniami byli m.in. Robert Duvall oraz Liza Minnelli.